# Waidmannsfeld
Waidmannsfeld – gmina w Austrii, w kraju związkowym Dolna Austria, w powiecie Wiener Neustadt-Land. Według Austriackiego Urzędu Statystycznego liczyła 1 570 mieszkańców (1 stycznia 2014).